# Кјадрело (Катанцаро)
Кјадрело је насеље у Италији у округу Катанцаро, региону Калабрија.
Према процени из 2011. у насељу је живело 87 становника. Насеље се налази на надморској висини од 98 м.